# Antonín Modr
Antonín Modr (17. května 1898, Strašice – 22. dubna 1983, tamtéž) byl český hudební vědec, skladatel a příležitostný dirigent.

## Život
Začínal jako dělník a amatérský hudebník ve Strašicích na Rokycansku. Později hrál ve vojenských kapelách v italském Roveretu a v Rimavské Sobotě na Slovensku. Po první světové válce studoval na Pražské konzervatoři hru na housle u Rudolfa Reissiga a skladbu u Josefa Suka.
V letech 1923–1927 byl violistou České filharmonie, poté hrál v orchestru Národního divadla a v letech 1934–1936 v Symfonickém orchestru pražského rozhlasu, který také příležitostně řídil.
Vedl lidové umělecké soubory a byl sbormistrem pěveckého sdružení Lukes. Na konzervatoři vyučoval teoretické předměty a hru na kytaru a staré nástroje. V roce 1949 odešel do invalidního důchodu a pouze externě vyučoval na Vyšší hudebně pedagogické škole.
Jeho skladatelské dílo na veřejnost příliš neproniklo. Velký význam však měly jeho teoretické práce. Kniha „Hudební nástroje“ vyšla v několika vydáních v tehdejším Československu i v zahraničí.

## Dílo

### Komorní skladby
- Malá suita pro klavír op. 12 (1935)
- Z mládí pro klavír op. 19 (1936)
- Z varhanního skicáře (1945)
- Partita pro violu sólo (1962)
- 4 smyčcové kvartety

### Orchestrální skladby
- Symfonietta op. 2 (1924)
- Suita op. 4 (1925)
- Ouvertura op. 7 (1929)
- 1. symfonie op. 8 (1934)
- 2 slavnostní pochody op. 11 (1932)
- Intráda a tanec op. 15 (1937)
- 2 baletní suity op. 16 (1938)
- Variace na vlastní téma op. 17 (1939)
- Koncert pro housle a orchestr op. 32 (1954)
- Poděbradské polky op. 33 (1954)
- Koncert pro violu a orchestr op. 35 (1956)
- II. orchestrální suita op. 36 (1956)
- Koncert pro trubku a orchestr (1957)
- Smyčcová serenáda (1958)
- 2. symfonie (1963)

### Písně a sbory
- Písně op. 6 (1928)
- 8 národních písní pro ženský sbor op.9 (1933)
- 3 havířské písně op. 30 (1952)
- Písně pro dětské soubory op. 33(1955)
- Na celém světě jsou lidé (kantáta, 1962)

### Teoretické práce
- Hudební nástroje (1. vydání 1938)
- Nauka o harmonii v otázkách a odpovědích
- Všeobecná hudební nauka v otázkách a odpovědích
- Příprava k praktickému studiu nauky o harmonii a stavbě melodických vět
- Nauka o kontrapunktu
- Nauka o hudebních formách v otázkách a odpovědích

V průběhu druhé světové války se věnoval téměř výhradně chrámové hudbě. Zkomponoval několik mší a jiných duchovních skladeb.